# Colina de Silbury
La colina de Silbury (Silbury Hill, en inglés) es un montículo artificial de creta cerca de Avebury en el condado inglés de Wiltshire. Es parte del conjunto de monumentos declarados Patrimonio de la Humanidad por la Unesco en 1986 con el nombre de Stonehenge, Avebury y sitios relacionados.
Con 40 metros (131 pies) de altura, Silbury Hill, parte de un complejo de monumentos neolíticos alrededor de Avebury, entre los que se incluye el círculo de Avebury y el túmulo alargado de West Kennet, es el montículo hecho por el ser humano más alto de la prehistoria en Europa y uno de los más grandes del mundo; con un tamaño similar a algunas de las pirámides egipcias pequeñas de la necrópolis de Guiza. Su propósito, sin embargo, se encuentra en debate. Existen otros monumentos neolíticos en el área, incluido Stonehenge.

## Estructura
Compuesta principalmente de creta y arcilla extraídas de los alrededores, el montículo se levanta 40 metros (131 pies) y cubre alrededor de 2 acres. Es una muestra de gran habilidad técnica, gestión de recursos y de mano de obra. Los arqueólogos calculan que Silbury Hill fue construida hace unos 4750 años y de que consumió 18 millones de horas-hombre, o de 500 hombres trabajando 15 años (Atkinson 1974:128), para depositar y dar forma a 248 000 m³ de tierra y completar hasta arriba la colina. Euan W. Mackie afirma que ninguna estructura tribal simple del Neolítico tardío, según nos la imaginamos, podría haberse encargado de este proyecto o similares, y supone la existencia de una élite de poder teocrático autoritaria, con un gran control en el sur de Gran Bretaña.
La base de la colina es circular y de 167 metros (548 pies) de diámetro. La cumbre es plana y de 30 metros (98 pies) de diámetro. Un montículo más pequeño fue construido en primer lugar, y en una fase posterior fue ampliado. Las estructuras iniciales en la base de la colina eran perfectamente circulares: los restos revelan que el centro de la parte superior plana y el centro del cono que describe la colina se encuentran a un metro, el uno del otro (Atkinson 1974:128). Hay indicios de que la parte superior tenía originalmente un perfil redondeado, pero esto fue aplastado en la época medieval para proporcionar una base para un edificio, tal vez con un propósito defensivo.
La primera fase, datada con carbono, es del 2400±50 a. C., consta de un núcleo de ripio, con un revestimiento contenido por medio de un bordillo de estacas y rocas de sarsen. Capas alternas de escombros, tiza y tierra fueron colocados sobre éste: la segunda fase se apila con tiza sobre la parte superior del núcleo o base, utilizando material excavado de la zanja que la rodea. En algún momento durante este proceso, la zanja se rellenó y el trabajo se concentró en aumentar el tamaño del montículo a su altura final, con material de otros lugares. Los escalones que rodean la cumbre datan de esta fase de la construcción, ya sea como medida de precaución contra posibles deslizamientos, o como restos de un camino en espiral ascendente desde la base, utilizado durante la construcción para elevar los materiales y más tarde como un recorrido procesional.

## Investigaciones

### Siglos XVII, XVIII y XIX
Ha habido varias excavaciones del montículo. El sitio fue representado en una ilustración por primera vez por el anticuario del siglo XVII John Aubrey, cuyas notas, en la forma de su Monumenta Britannica, fueron publicadas por Dorset Publishing Co. entre 1680 y 1682. Más tarde, William Stukeley escribió que un esqueleto y una brida habían sido descubiertos durante la plantación de árboles en la cima en 1723. Es probable que fuera posterior, un entierro secundario. Las investigaciones comenzaron en octubre de 1776, cuando un equipo de mineros de Cornwall supervisado por Hugh Percy, duque de Northumberland, y el coronel Edward Drax, excavó un pozo vertical desde la parte superior. En 1849 se excavó un túnel horizontal desde el borde hasta el centro. Otras excavaciones se llevaron a cabo en 1867 y 1886, y Flinders Petrie investigó la colina después de la Primera Guerra Mundial.

### SigloXX
En 1968-70 el profesor Richard J. C. Atkinson realizó un trabajo en Silbury, el cual fue retransmitido por la BBC Television. Esta excavación reveló que la mayoría de las evidencias ambientales conocidas sobre el sitio, incluyendo los restos de hormigas aladas que indican que Silbury se inició en un mes de agosto. Atkinson cavó numerosas trincheras y volvió a abrir el túnel de 1849, donde se encontró material que sugiere una fecha del Neolítico, aunque ninguna de las dataciones de radiocarbono se consideran fiables para los estándares modernos. Abogó porque la colina fue construida en peldaños, cada nivel se rellenaba con yeso prensado y luego redondeado o degradada la pendiente.

### SigloXXI
Después de las fuertes lluvias en mayo de 2002, un colapso del eje de excavación de 1776 causó un agujero en la cima de la colina. English Heritage llevó a cabo un levantamiento sísmico de la colina para identificar los daños causados por excavaciones anteriores y determinar la estabilidad de la colina. Se efectuaron las reparaciones, aunque el sitio permaneció cerrado al público.
Arqueólogos del English Heritage también excavaron dos trincheras más pequeñas como parte de la labor de recuperación e hicieron el importante descubrimiento de un fragmento de asta, la primera en un contexto arqueológico seguro del sitio. Esto produjo una fecha de radiocarbono fiable de c. 2490-2340 a. C., que fija el segundo montículo de forma convincente al Neolítico Tardío. Otros trabajos recientes se han centrado en el papel de la zanja que rodea, que no puede haber sido simplemente una fuente de tiza de la colina, sino como un foso situado entre la colina y el resto del mundo.
En marzo de 2007, anunció que un pueblo romano, del tamaño de 24 campos de fútbol, se había encontrado a los pies de Silbury Hill. Contenía calles y casas con un ordenamiento regular.
El 11 de mayo de 2007, la constructora Skanska, bajo la dirección de English Heritage, comenzó un importante programa de estabilización, llenando los túneles y los ejes de las investigaciones anteriores, con cientos de toneladas de yeso. Al mismo tiempo, un nuevo estudio arqueológico se llevó a cabo con equipos y técnicas modernas. La obra terminada en la primavera de 2008: se ha obtenido un "significativo" nuevo entendimiento de la construcción del monumento y su historia.
En febrero de 2010, se encontraron en la British Library cartas escritas por Edward Drax, relativas a la excavación de 1776, que describen una "cavidad perpendicular" de 40 pies y seis pulgadas de ancho. Como se han encontrado fragmentos de madera de roble, se ha sugerido que esto pudiera haber sujetado un tronco de roble o un "tótem".

### Artefactos
Pocos artefactos prehistóricos han sido hallados en Silbury Hill: en su núcleo sólo hay barro, piedras, césped, musgo, tierra vegetal, grava, conchas de agua dulce, muérdago, robles, avellanos, piedras sarsen, huesos de buey y astas. Se han encontrado artículos romanos y medievales en y alrededor del sitio, desde el siglo XIX, y parece que la colina fue ocupada posteriormente.

## Propósito
El propósito exacto de la colina se desconoce, aunque se han presentado diversas sugerencias.

### Folklore
Según la leyenda, este es el último lugar de descanso de un rey Sil, representado en una estatua de oro de tamaño natural y sentado en un caballo de oro. Una leyenda local recogida en 1913 afirma que el Diablo llevaba una bolsa de arena para echar sobre los ciudadanos de Marlborough, pero fue detenido por los sacerdotes de la cercana Avebury. En 1861 se informó de que cientos de personas de Kennett, Avebury, Overton y los pueblos vecinos ocupaban Silbury Hill cada Domingo de Ramos.

### Teorías científicas
Michael Dames (véase Referencias) formuló una teoría sobre rituales estacionales, en un intento de explicar Silbury Hill y sus sitios asociados (West Kennet Long Barrow, el círculo de piedras de Avebury, El Santuario y Windmill Hill), desde los cuales la cima de Silbury Hill es visible.
Paul Devereux (véase Referencias) observa que Silbury y los monumentos que lo rodean parecen haber sido diseñados relacionados entre sí por medio de un sistema de líneas visuales, centrándose en el paso de varios metros por debajo de la cumbre. Desde varios túmulos que rodean a Avebury y desde el propio Avebury, el paso se alinea con colinas en el horizonte detrás de Silbury, o con las colinas frente a Silbury, dejando sólo la parte superior visible. En este último caso, la hipótesis de Devereux es que los cultivos de cereales que crecían en la parte alta de la colina llegarían a coincidir con el punto más alto de la colina cuando estuviesen maduros.

## Localización
Silbury Hill se encuentra en el Valle de Kennett. Está cerca de la A4, también en la ruta de una calzada romana que se extiende entre Beckhampton y West Kennett y se pasa al sur de la colina. En 1867 la Sociedad Arqueológica de Wiltshire excavó el lado este de la colina para ver si había vestigios de la calzada romana por debajo de ella. No se encontraron huellas y más tarde las excavaciones al sur de la colina localizaron la calzada en los campos del sur haciendo un viraje pronunciado para evitar la base de la colina. Esta era una prueba concluyente de que la colina estaba allí antes que la carretera, pero la colina proporcionó una referencia para el trazado del camino.

## Biología
La vegetación del cerro es rica en especies propias de pastizales de tiza, dominada por bromus y falso avena-grass, pero con muchas especies características de este hábitat, incluyendo una gran población de los raros orobanca. Esta vegetación ha dado lugar a un sitio con un área de 5,7 acres (2,3 ha) que ha sido declarado sitio de interés científico especial, otorgada inicialmente en 1965. El lugar es único, ya que sus laderas cubren los 360 grados, permitiendo la comparación del crecimiento de la flora en las laderas sobre la base de la orientación de cada punto.